# Szermierka na Letnich Igrzyskach Olimpijskich 1908 – szabla indywidualnie (mężczyźni)
Szabla indywidualnie mężczyzn była jedną z konkurencji szermierczych na Letnich Igrzyskach Olimpijskich 1908. Zawody odbyły się w dniach 17-24 lipca. W zawodach uczestniczyło 76 zawodników z 11 państw.

## Wyniki

### Runda 1
W pierwszej rundzie walczono systemem każdy z każdym do trzech trafień. Rozmiar grup wahał się od 4 do 8 zawodników. Trójka najlepszych zawodników awansowała do drugiej rundy.

#### Grupa A
| Miejsce | Zawodnik                | Państwo           | Wygrane | Przegrane |
| ------- | ----------------------- | ----------------- | ------- | --------- |
| 1       | Siegfried Flesch        | Cesarstwo Austrii | 5       | 0         |
| 2       | Jetze Doorman           | Holandia          | 3       | 2         |
| 2       | Vlastimil Lada-Sázavský | Bohemia           | 3       | 2         |
| 4       | Jean de Mas Latrie      | Francja           | 2       | 3         |
| 5       | Henri Six               | Belgia            | 1       | 4         |
| 5       | Jaroslav Tuček          | Bohemia           | 1       | 4         |

#### Grupa B
| Miejsce | Zawodnik             | Państwo              | Wygrane | Przegrane |
| ------- | -------------------- | -------------------- | ------- | --------- |
| 1       | Otakar Lada          | Bohemia              | 3       | 1         |
| 2       | Archibald Murray     | Wielka Brytania      | 2       | 2         |
| 2       | Péter Tóth           | Węgry                | 2       | 2         |
| 2       | Joseph Van der Voodt | Belgia               | 2       | 2         |
| 5       | Johannes Adam        | Cesarstwo Niemieckie | 1       | 3         |

| Miejsce | Zawodnik             | Państwo         | Wygrane | Przegrane |
| ------- | -------------------- | --------------- | ------- | --------- |
| 2       | Péter Tóth           | Węgry           | 1       | 0         |
| 2       | Joseph Van der Voodt | Belgia          | 1       | 0         |
| 4       | Archibald Murray     | Wielka Brytania | 0       | 2         |

#### Grupa C
| Miejsce | Zawodnik          | Państwo              | Wygrane | Przegrane |
| ------- | ----------------- | -------------------- | ------- | --------- |
| 1       | Alfred Labouchere | Holandia             | 4       | 1         |
| 2       | Étienne Grade     | Belgia               | 3       | 2         |
| 2       | Fritz Jack        | Cesarstwo Niemieckie | 3       | 2         |
| 2       | Louis Renaud      | Francja              | 3       | 2         |
| 5       | Dino Diana        | Włochy               | 2       | 3         |
| 6       | Douglas Godfree   | Wielka Brytania      | 0       | 5         |

| Miejsce | Zawodnik      | Państwo              | Wygrane | Przegrane |
| ------- | ------------- | -------------------- | ------- | --------- |
| 2       | Étienne Grade | Belgia               | 1       | 0         |
| 2       | Fritz Jack    | Cesarstwo Niemieckie | 1       | 0         |
| 4       | Louis Renaud  | Francja              | 0       | 2         |

#### Grupa D
| Miejsce | Zawodnik           | Państwo              | Wygrane | Przegrane |
| ------- | ------------------ | -------------------- | ------- | --------- |
| 1       | William Marsh      | Wielka Brytania      | 3       | 1         |
| 2       | Georges Lateux     | Francja              | 2       | 2         |
| 2       | Julius Lichtenfels | Cesarstwo Niemieckie | 2       | 2         |
| 2       | Richard Schoemaker | Holandia             | 2       | 2         |
| 5       | Harald Krenchel    | Dania                | 1       | 3         |

The playoff resulted in two Przegrane for Lichtenfels.
| Miejsce | Zawodnik           | Państwo              | Wygrane | Przegrane |
| ------- | ------------------ | -------------------- | ------- | --------- |
| 2       | Georges Lateux     | Francja              | 1       | 0         |
| 2       | Richard Schoemaker | Holandia             | 1       | 0         |
| 4       | Julius Lichtenfels | Cesarstwo Niemieckie | 0       | 2         |

#### Grupa E
| Miejsce | Zawodnik                 | Państwo  | Wygrane | Przegrane |
| ------- | ------------------------ | -------- | ------- | --------- |
| 1       | Adrianus de Jong         | Holandia | 2       | 1         |
| 1       | Alessandro Pirzio Biroli | Włochy   | 2       | 1         |
| 1       | Einar Schwartz-Nielsen   | Dania    | 2       | 1         |
| 4       | Georges Langevin         | Francja  | 0       | 3         |

#### Grupa F
| Miejsce | Zawodnik                     | Państwo              | Wygrane | Przegrane |
| ------- | ---------------------------- | -------------------- | ------- | --------- |
| 1       | Georges de la Falaise        | Francja              | 3       | 1         |
| 1       | Jenő Szántay                 | Węgry                | 3       | 1         |
| 3       | August Petri                 | Cesarstwo Niemieckie | 2       | 2         |
| 3       | Antoine Van Tomme            | Belgia               | 2       | 2         |
| 5       | Maurits Jacob van Löben Sels | Holandia             | 0       | 4         |

| Miejsce | Zawodnik          | Państwo              | Wygrane | Przegrane |
| ------- | ----------------- | -------------------- | ------- | --------- |
| 3       | August Petri      | Cesarstwo Niemieckie | 1       | 0         |
| 4       | Antoine Van Tomme | Belgia               | 0       | 1         |

#### Grupa G
| Miejsce | Zawodnik               | Państwo              | Wygrane | Przegrane |
| ------- | ---------------------- | -------------------- | ------- | --------- |
| 1       | Dezső Földes           | Węgry                | 5       | 0         |
| 2       | Sante Ceccherini       | Włochy               | 4       | 1         |
| 3       | Robert Badman          | Wielka Brytania      | 2       | 3         |
| 3       | Lion van Minden        | Holandia             | 2       | 3         |
| 5       | Jakob Erckrath de Bary | Cesarstwo Niemieckie | 1       | 4         |
| 5       | Ismaël de Lesseps      | Francja              | 1       | 4         |

| Miejsce | Zawodnik        | Państwo         | Wygrane | Przegrane |
| ------- | --------------- | --------------- | ------- | --------- |
| 3       | Robert Badman   | Wielka Brytania | 1       | 0         |
| 4       | Lion van Minden | Holandia        | 0       | 1         |

#### Grupa H
| Miejsce | Zawodnik                  | Państwo              | Wygrane | Przegrane |
| ------- | ------------------------- | -------------------- | ------- | --------- |
| 1       | Marcello Bertinetti       | Włochy               | 4       | 1         |
| 1       | Bertrand Marie de Lesseps | Francja              | 4       | 1         |
| 3       | Béla Zulawszky            | Węgry                | 3       | 2         |
| 4       | Robert Krünert            | Cesarstwo Niemieckie | 2       | 3         |
| 4       | Charles Wilson            | Wielka Brytania      | 2       | 3         |
| 6       | Walter Gates              | Kolonia Przylądkowa  | 0       | 5         |

#### Grupa I
| Miejsce | Zawodnik                         | Państwo         | Wygrane | Przegrane |
| ------- | -------------------------------- | --------------- | ------- | --------- |
| 1       | Oszkár Gerde                     | Węgry           | 4       | 1         |
| 1       | Lauritz Østrup                   | Dania           | 4       | 1         |
| 3       | Willem van Blijenburgh           | Holandia        | 3       | 2         |
| 4       | Alexis du Bosch                  | Belgia          | 2       | 3         |
| 4       | Alfred Keene                     | Wielka Brytania | 2       | 3         |
| 6       | Joseph, Marquis de Saint Brisson | Francja         | 0       | 5         |

#### Grupa J
| Miejsce | Zawodnik                   | Państwo              | Wygrane | Przegrane |
| ------- | -------------------------- | -------------------- | ------- | --------- |
| 1       | Vilém Goppold von Lobsdorf | Bohemia              | 7       | 0         |
| 2       | Paul Anspach               | Belgia               | 5       | 2         |
| 2       | Jenő Apáthy                | Węgry                | 5       | 2         |
| 4       | Edward Brookfield          | Wielka Brytania      | 3       | 4         |
| 4       | Johan van Schreven         | Holandia             | 3       | 4         |
| 6       | Pietro Sarzano             | Włochy               | 2       | 4         |
| 6       | Georg Stöhr                | Cesarstwo Niemieckie | 2       | 4         |
| 8       | Jean Mikorski              | Francja              | 2       | 5         |

#### Grupa K
| Miejsce | Zawodnik             | Państwo              | Wygrane | Przegrane |
| ------- | -------------------- | -------------------- | ------- | --------- |
| 1       | Jenő Fuchs           | Węgry                | 5       | 0         |
| 2       | Gustaaf van Hulstijn | Holandia             | 4       | 1         |
| 3       | Vilém Tvrzský        | Bohemia              | 3       | 2         |
| 4       | Luigi Pinelli        | Włochy               | 2       | 3         |
| 5       | Ernst Moldenhauer    | Cesarstwo Niemieckie | 1       | 4         |
| 6       | Lockhart Leith       | Wielka Brytania      | 0       | 5         |

#### Grupa L
| Miejsce | Zawodnik          | Państwo              | Wygrane | Przegrane |
| ------- | ----------------- | -------------------- | ------- | --------- |
| 1       | George van Rossem | Holandia             | 4       | 1         |
| 2       | Charles Notley    | Wielka Brytania      | 3       | 2         |
| 2       | Bedřich Schejbal  | Bohemia              | 3       | 2         |
| 2       | Frédéric Chapuis  | Francja              | 3       | 2         |
| 5       | Alexis Simonson   | Belgia               | 2       | 3         |
| 6       | Albert Naumann    | Cesarstwo Niemieckie | 0       | 5         |

| Miejsce | Zawodnik         | Państwo         |
| ------- | ---------------- | --------------- |
| 2       | Charles Notley   | Wielka Brytania |
| 2       | Bedřich Schejbal | Bohemia         |
| 4       | Frédéric Chapuis | Francja         |

#### Grupa M
| Miejsce | Zawodnik        | Państwo              | Wygrane | Przegrane |
| ------- | --------------- | -------------------- | ------- | --------- |
| 1       | Lajos Werkner   | Węgry                | 5       | 1         |
| 2       | Riccardo Nowak  | Włochy               | 4       | 2         |
| 2       | Emil Schön      | Cesarstwo Niemieckie | 4       | 2         |
| 4       | Marc Perrodon   | Francja              | 3       | 3         |
| 5       | Jan de Beaufort | Holandia             | 2       | 4         |
| 5       | František Dušek | Bohemia              | 2       | 4         |
| 7       | Alfred Chalke   | Wielka Brytania      | 1       | 5         |

### Runda 2
Zawodnicy zostali podzieleni na osiem grup. Liczba zawodników w każdej grupie wahała się od 4 do 6.

#### Grupa 1
| Miejsce | Zawodnik           | Państwo         | Wygrane | Przegrane |
| ------- | ------------------ | --------------- | ------- | --------- |
| 1       | Jenő Fuchs         | Węgry           | 3       | 1         |
| 2       | Étienne Grade      | Belgia          | 2       | 2         |
| 2       | Charles Notley     | Wielka Brytania | 2       | 2         |
| 2       | Richard Schoemaker | Holandia        | 2       | 2         |
| 5       | Georges Lateux     | Francja         | 1       | 3         |

| Miejsce | Zawodnik           | Państwo         | Wygrane | Przegrane |
| ------- | ------------------ | --------------- | ------- | --------- |
| 2       | Charles Notley     | Wielka Brytania | 2       | 0         |
| 3       | Étienne Grade      | Belgia          | 0       | 1         |
| 3       | Richard Schoemaker | Holandia        | 0       | 1         |

#### Grupa 2
| Miejsce | Zawodnik          | Państwo              | Wygrane | Przegrane |
| ------- | ----------------- | -------------------- | ------- | --------- |
| 1       | Lajos Werkner     | Węgry                | 4       | 0         |
| 2       | Dezső Földes      | Węgry                | 3       | 1         |
| 3       | George van Rossem | Holandia             | 2       | 2         |
| 4       | Robert Badman     | Wielka Brytania      | 1       | 3         |
| 5       | Fritz Jack        | Cesarstwo Niemieckie | 1       | 3         |

#### Grupa 3
| Miejsce | Zawodnik                   | Państwo         | Wygrane | Przegrane |
| ------- | -------------------------- | --------------- | ------- | --------- |
| 1       | Vilém Goppold von Lobsdorf | Bohemia         | 3       | 1         |
| 1       | Joseph Van der Voodt       | Belgia          | 3       | 1         |
| 3       | William Marsh              | Wielka Brytania | 2       | 2         |
| 4       | Adrianus de Jong           | Holandia        | 1       | 3         |
| 4       | Riccardo Nowak             | Włochy          | 1       | 3         |

#### Grupa 4
| Miejsce | Zawodnik                  | Państwo | Wygrane | Przegrane |
| ------- | ------------------------- | ------- | ------- | --------- |
| 1       | Bertrand Marie de Lesseps | Francja | 3       | 0         |
| 2       | Béla Zulawszky            | Węgry   | 2       | 1         |
| 3       | Bedřich Schejbal          | Bohemia | 1       | 2         |
| 4       | Vilém Tvrzský             | Bohemia | 0       | 3         |

#### Grupa 5
| Miejsce | Zawodnik         | Państwo              | Wygrane | Przegrane |
| ------- | ---------------- | -------------------- | ------- | --------- |
| 1       | Oszkár Gerde     | Węgry                | 4       | 0         |
| 2       | Sante Ceccherini | Włochy               | 3       | 1         |
| 3       | Otakar Lada      | Bohemia              | 2       | 2         |
| 4       | Emil Schön       | Cesarstwo Niemieckie | 1       | 3         |
| 5       | Paul Anspach     | Belgia               | 0       | 4         |

#### Grupa 6
| Miejsce | Zawodnik               | Państwo           | Wygrane | Przegrane |
| ------- | ---------------------- | ----------------- | ------- | --------- |
| 1       | Péter Tóth             | Węgry             | 4       | 0         |
| 2       | Jenő Szántay           | Węgry             | 3       | 1         |
| 3       | Willem van Blijenburgh | Holandia          | 1       | 3         |
| 3       | Siegfried Flesch       | Cesarstwo Austrii | 1       | 3         |
| 3       | Alfred Labouchere      | Holandia          | 1       | 3         |

#### Grupa 7
| Miejsce | Zawodnik                 | Państwo              | Wygrane | Przegrane |
| ------- | ------------------------ | -------------------- | ------- | --------- |
| 1       | Marcello Bertinetti      | Włochy               | 4       | 0         |
| 2       | Jetze Doorman            | Holandia             | 2       | 2         |
| 2       | August Petri             | Cesarstwo Niemieckie | 2       | 2         |
| 4       | Vlastimil Lada-Sázavský  | Bohemia              | 1       | 3         |
| 4       | Alessandro Pirzio Biroli | Włochy               | 1       | 3         |

| Miejsce | Zawodnik      | Państwo              | Wygrane | Przegrane |
| ------- | ------------- | -------------------- | ------- | --------- |
| 2       | Jetze Doorman | Holandia             | 1       | 0         |
| 3       | August Petri  | Cesarstwo Niemieckie | 0       | 1         |

#### Grupa 8
| Miejsce | Zawodnik               | Państwo | Wygrane | Przegrane |
| ------- | ---------------------- | ------- | ------- | --------- |
| 1       | Jenő Apáthy            | Węgry   | 2       | 1         |
| 1       | Georges de la Falaise  | Francja | 2       | 1         |
| 1       | Lauritz Østrup         | Dania   | 2       | 1         |
| 4       | Einar Schwartz-Nielsen | Dania   | 0       | 3         |

| Miejsce | Zawodnik              | Państwo | Wygrane | Przegrane |
| ------- | --------------------- | ------- | ------- | --------- |
| 1       | Georges de la Falaise | Francja | 2       | 0         |
| 2       | Lauritz Østrup        | Dania   | 1       | 1         |
| 3       | Jenő Apáthy           | Węgry   | 0       | 2         |

### Półfinały
W półfinałach walczyło 16 zawodników podzielonych na dwie grupy. Do finału awansowało czterech najlepszych z każdego półfinału.

#### Półfinał 1
| Miejsce | Zawodnik                  | Państwo         | Wygrane | Przegrane |
| ------- | ------------------------- | --------------- | ------- | --------- |
| 1       | Jenő Fuchs                | Węgry           | 6       | 1         |
| 2       | Lajos Werkner             | Węgry           | 5       | 2         |
| 3       | Georges de la Falaise     | Francja         | 4       | 3         |
| 3       | Jenő Szántay              | Węgry           | 4       | 3         |
| 5       | Marcello Bertinetti       | Włochy          | 3       | 4         |
| 5       | Dezső Földes              | Węgry           | 3       | 4         |
| 7       | Charles Notley            | Wielka Brytania | 2       | 5         |
| 8       | Bertrand Marie de Lesseps | Francja         | 1       | 6         |

#### Półfinał 2
| Miejsce | Zawodnik                   | Państwo  | Wygrane | Przegrane |
| ------- | -------------------------- | -------- | ------- | --------- |
| 1       | Jetze Doorman              | Holandia | 5       | 2         |
| 1       | Vilém Goppold von Lobsdorf | Bohemia  | 5       | 2         |
| 1       | Péter Tóth                 | Węgry    | 5       | 2         |
| 1       | Béla Zulawszky             | Węgry    | 5       | 2         |
| 5       | Oszkár Gerde               | Węgry    | 4       | 3         |
| 6       | Lauritz Østrup             | Dania    | 3       | 4         |
| 7       | Joseph Van der Voodt       | Belgia   | 1       | 6         |
| 8       | Sante Ceccherini           | Włochy   | 0       | 7         |

### Finał
| Miejsce | Zawodnik                   | Państwo  | Wygrane | Przegrane |
| ------- | -------------------------- | -------- | ------- | --------- |
| 1       | Jenő Fuchs                 | Węgry    | 6       | 1         |
| 1       | Béla Zulawszky             | Węgry    | 6       | 1         |
| 3       | Vilém Goppold von Lobsdorf | Bohemia  | 4       | 3         |
| 4       | Jenő Szántay               | Węgry    | 3       | 4         |
| 5       | Péter Tóth                 | Węgry    | 3       | 4         |
| 6       | Lajos Werkner              | Węgry    | 2       | 5         |
| 7       | Jetze Doorman              | Holandia | 1       | 6         |
| 7       | Georges de la Falaise      | Francja  | 1       | 6         |

| Miejsce | Zawodnik       | Państwo | Wygrane | Przegrane |
| ------- | -------------- | ------- | ------- | --------- |
| 1       | Jenő Fuchs     | Węgry   | 1       | 0         |
| 2       | Béla Zulawszky | Węgry   | 0       | 1         |